# Miguel Rodríguez Rodríguez
Miguel Rodríguez Rodríguez ( 18 de abril de 1931, en Mayagüez, Puerto Rico - 13 de agosto de 2001 ) fue un prelado puertorriqueño de la Iglesia católica.

## Biografía
Profesa votos religiosos en la Congregación del Santísimo Redentor el 2 de agosto de 1953 en Maryland.  Fue ordenado sacerdote en la ciudad de Ponce el 22 de junio de 1958.  
El papa Pablo VI, lo nombra Obispo de la Diócesis de Arecibo el 21 de enero de 1974.  Recibe la Consagración Episcopal el 23 de marzo de 1974.  Ese mismo día toma Posesión Canónica de la Catedral San Felipe Apóstol, de Arecibo.
Fue uno de los obispos concelebrantes de la Ordenación Episcopal de S.E.R. Mons. Ulises Casiano Vargas.
El 20 de marzo de 1990, La Santa Sede acepta su renuncia como Obispo de Arecibo y nombra a Iñaki Mallona Txertudi, C.P. como su sucesor. Desde ese momento hasta su muerte pasa a ser Obispo Emérito de Arecibo. El 13 de agosto de 2001, parte a la Casa del Padre en Aguadilla.  Fue sepultado en la Catedral de San Felipe Apóstol de Arecibo el 16 de agosto de 2001.